# Lừa đảo tài chính quốc tế
Lừa đảo tài chính quốc tế là hình thức lừa đảo nhằm chiếm dụng khoản tiền của nạn nhân.
Hình thức cụ thể của lừa đảo tài chính quốc tế thường là "lừa đảo lệ phí trả trước". Đây hình thức lừa đảo nhằm chiếm dụng khoản tiền của nạn nhân với hy vọng sẽ nhận được một khoản tiền khác lớn hơn. Loại tội phạm này còn có nhiều tên gọi khác, ví dụ "Lá thư Nigeria", "Trò lừa 419" hay "Trò lừa ngân hàng Nigeria"),, "Tù nhân Tây Ban Nha", "Trò lừa món tiền đen" hoặc "Trò lừa Nga/Ukraina". Tất cả các tên gọi nói trên đều chỉ một loại hình lừa đảo quốc tế có tổ chức và thủ đoạn tinh vi đang lây lan rộng khắp trên cả thế giới.
Hình thức tội phạm này có nguồn gốc từ đầu những năm 1980 khi nền kinh tế dựa vào dầu mỏ của Nigeria bị đi xuống. Một số sinh viên đại học thất nghiệp đã dùng thủ đoạn này để lôi kéo các nhà đầu tư vào tham gia các dự án dầu mỏ của Nigeria, về sau, trò lừa này lan rộng sang cả phương Tây và toàn bộ thế giới. Đầu và giữa thập kỷ 1990, bọn lừa đảo sử dụng thư, fax và điện báo để gửi các thông báo của chúng. Khi email được sử dụng rộng rãi, chúng dùng các phần mềm phát tán email để gửi các bức thư chào mời. Những năm 2000, trò lừa 419 phát triển khắp châu Phi, châu Á, Đông Âu và gần đây là Bắc Mỹ, Tây Âu (chủ yếu là Anh) và Úc.
Con số "419" liên quan đến điều khoản trong Bộ luật hình sự Nigeria (thuộc chương 38: "Chiếm đoạt tài sản bằng cách lừa đảo; Tội lừa đảo"). Hội Phương ngữ Mỹ (American Dialect Society) đã ghi nhận cụm từ "Trò lừa 419" từ năm 1992.
Trò lừa "Lệ phí trả trước" có hình thức tương tự một trò lừa lâu đời hơn có tên "Người tù Tây Ban Nha", trong đó kẻ lừa đảo nói với nạn nhân là có một người tù giàu có đã hứa chia cho một phần kho báu nếu nạn nhân chịu bỏ tiền ra hối lộ bọn lính canh để người tù này được thả.
Ông Insa Nolte, giảng viên khoa Nghiên cứu châu Phi thuộc Đại học Birmingham đã có nhận xét "Việc email được sử dụng rộng rãi đã góp phần biến trò lừa đảo có tính địa phương này thành một trong số những ngành xuất khẩu quan trọng nhất của Nigeria".
Một số đại sứ quán và các tổ chức khác đã cảnh báo công dân nước họ khi đến thăm một số nước có hoạt động lừa đảo 419, bao gồm các nước Tây Phi: Nigeria, Ghana, Bénin, Bờ Biển Ngà, Togo, Senegal và Burkina Faso. Các nước khác cũng có mặt trong danh sách cảnh báo này có Nam Phi, Tây Ban Nha và Hà Lan.

## Phương thức lừa đảo
Trò lừa này bắt đầu bằng một bức thư hoặc email bề ngoài có hình thức như được gửi trực tiếp cho người nhận, nhưng thực chất đã được phát tán cho nhiều người, đưa ra một đề xuất theo đó người nhận (tức nạn nhân sau này) sẽ được nhận một khoản tiền lớn. Nội dung chi tiết của thư có thể thay đổi, nhưng một câu chuyện phổ biến nhất là kể về một người, thường là quan chức chính phủ hoặc ngân hàng, biết về một khoản tiền hoặc vàng lớn không có chủ, và người đó không thể trực tiếp tiếp cận để lấy về. Nhân vật này có thể được xây dựng từ một người có thật hoặc không có thật trong các trường hợp:
- Vợ hoặc con của một nhà lãnh đạo hoặc độc tài người châu Phi hoặc Indonesia đã chết, để lại một tài sản lớn;
- Một quan chức ngân hàng quen biết một bệnh nhân giàu có sắp chết mà không có họ hàng
- Hoặc một người nước ngoài rất giàu có tài khoản lớn tại ngân hàng mới chết trong một tai nạn máy bay (không để lại di chúc hoặc không có người thừa kế)
- Một lính Mỹ tình cờ tìm ra một chỗ cất giấu vàng ở Iraq
- Một doanh nhân đang bị nhà nước kiểm toán
- Một quan chức nhà nước ăn trộm quỹ, một kẻ vượt ngục, v.v…

Tiền được nói đến trong thư có thể dưới dạng vàng thoi, vàng cám, tiền trong tài khoản ngân hàng, "kim cương đen", séc ngân hàng, v.v… Số tiền thông thường có đơn vị là triệu đô la, và nạn nhân được hứa hẹn là sẽ được chia cho một phần từ 10 đến 40%, nếu đồng ý tham gia việc thu về khoản tiền nói trong thư.
Chỉ cần một tỷ lệ nhỏ khác lại trả lời, và như vậy là đủ đối với người làm việc lừa đảo. Tiếp đến, người đi lừa đảo sẽ đòi hỏi những khoản tiền, mặc dù là nhỏ so với lợi ích mà nạn nhân được hứa, để trang trải các khoản lệ phí, hoặc tiền hối lộ trong khi thực hiện những "dự án ma" của chúng, trong khi đó, nạn nhân vẫn nghĩ rằng mình đang đầu tư để thu về một lợi nhuận cực lớn.
Nhiều nhóm tội phạm có tổ chức rất chuyên nghiệp có văn phòng đặt tại Nigeria, có số fax, có quan hệ với cơ quan nhà nước Nigeria. Nhiều nạn nhân cố gắng điều tra, tìm hiểu về những tổ chức này trước khi tham gia đều thấy mọi thông tin là trùng khớp và hợp lý. Những tổ chức như vậy có thể lôi kéo những nhà đầu tư giàu có và ngay cả những công ty, quỹ tài chính, gây nên những tổn thất lên đến nhiều triệu đô la. Tuy nhiên, phần lớn người làm việc lừa đảo là các nhóm tội phạm kém tổ chức hơn, hoặc hoạt động riêng rẽ; họ không có những cơ sở và điều kiện nói trên, và vì thế khó lừa được những nhà đầu tư hoặc công ty lớn, tuy nhiên chúng vẫn có thể lừa được những cá nhân trung lưu hoặc doanh nghiệp nhỏ để chiếm đoạt của họ hàng trăm nghìn đô la.
Nếu nạn nhận đồng ý hợp tác, bon tội phạm sẽ gửi các văn bản có cả dấu của cơ quan chính phủ. Bọn tội phạm thường dùng các địa chỉ giả và ảnh lấy từ Internet hoặc tạp chí thay ảnh của chúng. Thậm chí, tác giả bài báo "Những vụ lừa đảo "Lệ phí trả trước" ở Tây Phi đăng trên trang web của Đại sứ quán Mỹ ở Abidjan (Bờ biển Ngà) còn nêu trường hợp một tên tội phạm đã đứng sau nhiều vụ lừa đảo sử dụng các nhân vật giả khác nhau.
Tiếp đến, bọn tội phạm sẽ đề cập đến vài vấn đề khó khăn gây ra sự chậm trễ đối với việc tiến hành dự án, chẳng hạn:
- "Để việc chuyển tiền thực hiện được, chúng ta cần tiền để hối hộ nhân viên nhà băng. Anh/chị có thể cho mượn tạm khoản tiền này không?"
- "Để có tư cách nhận chuyển khoản, anh/chị cần phải có tài khoản tối thiểu $100,000 trong một ngân hàng của Nigeria", v.v…

Những việc trì hoãn tiếp tục diễn ra kéo theo các khoản chi, và nạn nhân cứ tiếp tục nuôi hy vọng vào những khoản tiền lớn. Đôi khi, chúng còn tạo ra những áp lực tâm lý bằng cách bịa ra rằng đối tác phía Nigeria đã phải bán hết tài sản, nhà cửa để lấy tiền trang trải các khoản phí. Tuy nhiên, phần lớn các áp lực tâm lý là do các nạn nhân tự gây ra cho mình, do việc mong muốn giải quyết xong dự án để lấy lại những khoản tiền đã bỏ ra. Một số nạn nhân còn tin rằng bản thân đang giữ thế chủ động, và có thể lừa được đối tác bên kia.
Thực tế căn bản trong tất cả các vụ lừa đảo "Lệ phí trả trước" là không hề có một khoản tiền lớn nào như được hứa. Tuy nhiên, bọn lừa đảo đã dựa vào một cơ sở là khi nạn nhân nhận ra điều này (do sự phát hiện hoặc giải thích của một bên thứ ba) thì nạn nhân đã gửi cho chúng hàng nghìn đô la tiền cá nhân, hoặc thậm chí hàng nghìn, hàng triệu đô la vay mượn hoặc chiếm đoạt từ một nguồn khác thông qua các giao dịch tài chính không thu hồi được và cũng không truy cứu được.
Trong nhiều trường hợp xấu hơn, nạn nhân thậm chí không nhận ra mình bị lừa. Một chiêu bài khác của trò lừa là tên lừa đảo mạo nhận là đại diện cho một tổ chức tài chính có uy tín và hứa cho nạn nhân vay những khoản vay lớn để kinh doanh. Hắn sẽ đòi hỏi các khoản phí trả trước, đúng theo thông lệ làm việc của ngân hàng khi cho vay những khoản lớn. Sau đó, việc thực hiện khoản vay này dần dần đi vào ngõ cụt, và nạn nhân bị thiệt hại hàng chục nghìn đô la, nhưng vẫn nghĩ rằng chỉ là do không may nên dự án thất bại. Những vụ lừa đảo dạng này thường không được báo lên cơ quan chức năng do nạn nhân không nhận ra là mình bị lừa, hoặc không muốn thừa nhận việc này.
Ở Nigeria có nhiều tổ chức chuyên cung cấp các giấy tờ giả được sử dụng trong các vụ lừa đảo; sau một vụ lừa đảo trong đó sử dụng chữ ký giả mạo của tổng thống Nigeria Olusegun Obasanjo vào mùa hè 2005, cơ quan chức năng Nigeria đã đột kích vào một khu chợ ở Oluwole. Cảnh sát đã thu giữ hàng nghìn hộ chiếu giả của Nigeria và các nước khác, 10,000 thẻ lên máy bay của hãng British Airways, 10,000 lệnh chuyển tiền của Mỹ, các văn bản Hải quan, bằng đại học giả, 500 bản in kẽm và 500 máy tính.
Trong quá trình thực hiện, bọn lừa đảo sẽ đề nghị nạn nhân cung cấp chi tiết tài khoản ngân hàng. Đây là một chiêu thức để chúng thử lòng tin của nạn nhân.
Bọn lừa đảo thường đề nghị nạn nhân trả tiền qua các dịch vụ chuyển tiền như Western Union hoặc Moneygram. Lý do mà chúng đưa ra là sự linh động của các dịch vụ này cho phép nhận tiền nhanh hơn, và như thế sẽ giúp cho dự án tiến triển nhanh chóng. Tuy nhiên, bản chất của vấn đề là những dịch vụ này không thu hồi được, không truy cứu được, và người nhận không cần phải cung cấp chi tiết về nhân thân.
Số điện thoại mà bọn lừa đảo thường sử dụng là các số di động. Ở Bờ Biển Ngà, bọn tội phạm có thể mua một chiếc điện thoại rẻ tiền và thẻ SIM trả trước mà không cần cung cấp chứng minh thư. Nếu bọn chúng cảm thấy đang bị theo dõi thì chúng sẽ vứt bỏ điện thoại và mua một cái mới.
Ở Bénin, đã có nhiều vụ bọn tội phạm Nigeria cấu kết với người Bénin để thực hiện lừa đảo.
Ở Mỹ, một số băng nhóm lừa đảo còn đe dọa nạn nhân khi họ muốn từ bỏ dự án.
Ngoài việc đòi hỏi các khoản chi, một số bọn lừa đảo còn đòi hỏi chi tiết tài khoản và chữ ký của nạn nhân để tự chúng rút tiền. Trong các trường hợp tồi tệ hơn, nạn nhân bị lừa đến một địa điểm, sau đó bị bắt cóc, cướp đoạt tài sản và bị giết.

## Các yếu tố thường gặp trong vụ án Nigeria

### Séc dởm
Séc và lệnh chuyển tiền dởm là yếu tố cốt lõi trong nhiều vụ lừa đảo dạng "Lệ phí trả trước".
Theo luật của Mỹ cũng như nhiều nước khác, khi một khách hàng muốn rút tiền bằng một tấm séc, nhà băng phải dành một khoản dự trữ tương ứng trong tài khoản của khách hàng đó trong vòng 1 đến 5 ngày, bất kể thời điểm mà tấm séc đó được sử dụng để rút tiền mặt ra hoặc chuyển khoản sang một tài khoản khác. Quá trình xử lý tấm séc có thể mất từ 7-10 ngày, thậm chí có thể lên đến một tháng nếu liên quan đến ngân hàng nước ngoài. Thời gian nằm giữa thời điểm số tiền dự trữ nói trên hiện lên trong tài khoản cho đến thời điểm tiền được rút ra gọi là thời gian "nổi".
Tấm séc được đưa cho nạn nhân thường là một tấm séc giả nhưng mang thông tin thực về một khoản tiền có thực. Bằng một phần mềm như QuickBooks hoặc sử dụng phôi séc trắng, và dùng các thông tin về ngân hàng có thật, bọn tội phạm có thể in ra những tấm séc giống y như thật, không bị phát hiện là giả ngay cả khi bị kiểm tra, và thậm chí có thể dùng để rút tiền nếu chi tiết tài khoản chính xác và có tiền trong tài khoản. Tuy nhiên, khi tấm séc được đưa cho ngân hàng thì ngân hàng sẽ xác minh được tài khoản là không tồn tại. Thời gian xác minh có thể mất hàng tháng, nếu liên quan đến ngân hàng nước ngoài. Tinh vi hơn, trong một số vụ, bọn tội phạm thậm chí đã sử dụng tấm séc thật, nhưng một mặt lại cấu kết với nhân viên ngân hàng để ra thông báo đây là một tấm séc giả, vài tuần hoặc vài tháng sau khi tấm séc về đến ngân hàng của chúng.
Bất kể mất thời gian bao lâu, khi ngân hàng phát hiện ra tấm séc là giả thì giao dịch bị hủy và số tiền dự trữ trong tài khoản của nạn nhân bị thu hồi. Như vậy, nạn nhân không nhận được bất kỳ số tiền nào từ bọn lừa đảo, trong khi những khoản phí trước đây đã bị lấy đi, không thu hồi lại được.

### Giao dịch fax
Giao dịch fax thông thường gắn liền với một số fax cố định. Tuy nhiên bọn tội phạm có thể tạo ra các văn bản fax từ một dịch vụ mạng, hoặc gửi fax từ các cửa hàng công cộng. Mặc dù cách làm này gây tốn kém hơn cho bọn lừa đảo, đôi khi chúng vẫn sử dụng cách này để gây lòng tin cho nạn nhân.

### Trang web giả
Mặc dù đa số các vụ lừa đảo 419 đều được thực hiện thông qua email, một số vụ đã sử dụng cả các trang web bắt chước giống hệt trang web chính thức như của eBay, PayPal, Bank of America để lừa đảo. Chúng cho phép nạn nhân truy cập vào các trang này để xem và thấy khoản tiền được hứa hẹn đang tồn tại trong tài khoản.
Tinh vi hơn nữa, chúng còn dẫn dắt nạn nhân đến các trang web thật có đăng tin liên quan đến dự án. Chẳng hạn, một tên tội phạm đã sử dụng tin về cái chết của một quan chức chính phủ để làm nền cho câu chuyện lừa đảo của hắn về việc tìm cách thu về tài sản để lại của vị quan chức này.

### Mời đi tham quan nước ngoài
Trong một số trường hợp, nạn nhân được mời ra nước ngoài để gặp gỡ những quan chức chính phủ giả mạo. Một số nạn nhân đã bị bắt cóc để đòi tiền chuộc. Có trường hợp nạn nhân được bọn lừa đảo tổ chức đưa ra nước ngoài không có visa, và sau đó bị đe dọa tố cáo với chính quyền sở tại nếu không trả cho chúng những khoản tiền phạt. Thậm chí, một vài nạn nhân đã bị giết.

## Một vài biến tướng
Nội dung dự án mà bọn tội phạm đưa ra để lừa đảo các nạn nhân còn có nhiều biến tướng phức tạp:

### Hợp đồng kinh tế
Ngày càng có nhiều vụ án sử dụng chiêu bài hợp đồng kinh tế. Bọn lừa đảo thỏa thuận thanh toán sản phẩm do nạn nhân cung cấp bằng một tờ séc ngân hàng. Tuy nhiên khi tờ séc đến tay nạn nhân thì số tiền ghi trong séc lại nhiều hơn giá trị hợp đồng. Khi đó, bọn lừa đảo sẽ đề nghị nạn nhân trả cho chúng phần phụ trội bằng tiền mặt thông qua Western Union. Do thời gian "nổi" của giao dịch bằng séc, bọn chúng sẽ nhận được tiền mặt trước khi tấm séc bị phát hiện là giả. Nạn nhân sẽ bị thu hồi khoản tiền rút ra bằng séc, bị mất số tiền mặt đã chuyển cho bọn lừa đảo và mắc kẹt với số sản phẩm đã sản xuất nhưng không tiêu thụ được.

### Rút tiền bằng séc
Một số vụ lừa đảo chỉ đơn thuần dựa trên việc rút tiền bằng séc. Bọn lừa đảo liên hệ với nạn nhân thông qua các quảng cáo "Làm việc tại nhà". Chúng gửi cho họ những tấm séc dởm và đề nghị họ đi rút tiền mặt rồi gửi trả lại cho chúng bằng Western Union. Chúng bịa ra những câu chuyện để hợp lý hóa việc này. Chẳng hạn, đã một bọn lừa đảo mạo nhận là đang tiến hành một cuộc điều tra đánh giá chất lượng dịch vụ của Western Union hoặc MoneyGram và yêu cầu nạn nhân (tưởng rằng đang làm việc cho chúng để được nhận thù lao) thực hiện giao dịch séc nói trên. Sau khi mất một thời gian, ngân hàng sẽ phát hiện ra tấm séc là giả và tài khoản đối ứng của nạn nhân sẽ bị trừ đi số tiền đã rút ra bằng séc giả. Như vậy, nạn nhân sẽ bị mất khoản tiền mặt đã chuyển cho bọn lừa đảo.

## Hậu quả

### Thiệt hại tài chính
Có nhiều con số khác nhau về thiệt hại do trò lừa 419 gây ra. Theo trang web Snopes:
" Trò lừa đảo Nigeria thành công rất lớn. Theo một bài báo đăng năm 1997: "Chúng tôi đã xác nhận được tổng thiệt hại tính riêng ở Mỹ là 100 triệu đô la trong vòng 15 năm qua", theo ông James Caldwell, điều tra viên của Cục tình báo phòng chống tội phạm tài chính. "Và đó chỉ là con số chúng tôi biết. Còn có nhiều người khác không tố giác".
Từ năm 1995, Cục tình báo Mỹ đã bắt tay vào việc đấu tranh chống loại tội phạm này. Cục này chỉ tiến hành điều tra các vụ án mà nạn nhân thiệt hại trên 50 nghìn đô la. Tuy nhiên, rất ít vụ việc được khởi tố do tính chất quốc tế của tội phạm này.

### Tổn hại sức khỏe hoặc bị chết
Một số nạn nhân đã thuê thám tử Nigeria hoặc tự mình đến Nigeria, nhưng không bao giờ lấy lại được tiền. Một số nạn nhân không chịu đựng nổi tổn thất đã tự sát. Tháng 11/2003, ông Leslie Fountain, một kỹ thuật viên lâu năm của trường Đại học Bách khoa Anglia (Anh) đã tự thiêu chết do bị dính vào một vụ lừa đảo. Năm 2006, một người Mỹ sống ở Nam Phi đã treo cổ tự vẫn ở Togo sau khi bị một tên người Ghana lừa đảo.
Tháng 2/2003, một nạn nhân 72 tuổi người Séc đã bắn chết ông Michael Lekara Wayid, 50 tuổi, nhân viên sứ quán Nigeria tại Prague và làm bị thương một người khác.

### Bị bắt cóc
Ông Osamai Hitomi, một doanh nhân Nhật Bản đã bị lừa đến Johannesburg (Nam Phi) trong một vụ lừa 419 và bị bắt cóc ngày 26 tháng 9 năm 2008. Ông ta sau đó bị đem đến Alberton, phía nam Johannesburg và bị đòi 5 triệu đô la tiền chuộc. Trong vụ này, bảy tên tội phạm đã bị bắt.
Ngày 23 tháng 9 năm 2008, ông Kenth Sadaaki Suzuki, một thương gia Thụy Điển đã bị lừa đến Nam Phi và bị bắt cóc. Ông ta bị mang đến một ngôi nhà ở Rosenttenville (Johannesburg) và bị cướp tất cả tài sản. Sau đó gia đình ông bị đòi một khoản tiền chuộc 20 nghìn bảng Anh. Trong vụ này, hai tên đã bị bắt. Ngoài vụ này, chúng còn có liên quan đến các vụ bắt cóc ba người Mỹ và có thể một số vụ án khác nữa.
Từ tháng 9/1995 đến 4/1997, có ít nhất 8 người Mỹ đã bị bắt cóc. Năm 1996, Đại sứ quán Mỹ đã gửi về nước mười người Mỹ bị lừa đảo bởi trò lừa 419.
Ông Joseph Raca, cựu thị trưởng thành phố Northampton (Anh) bị bọn lừa đảo bắt cóc ở Johannesburg (Nam Phi) vào tháng 7/2001. Ông này sau đó được thả ra do bọn bắt cóc bị căng thẳng.
Năm 1999, Danut Tetrescu, một người Rumani đã bay từ Bucharest đến Johannesburg (Nam Phi) để gặp một bọn người và bị chúng bắt cóc và đòi 500 nghìn đô la tiền chuộc.

### Bị giết
Ông George Makrnonalli, 29 tuổi, người Hy Lạp, bị giết ở Nam Phi vào tháng 12/2004 do liên quan đến một vụ lừa đảo.
Ông Kjetil Moe, doanh nhân Na Uy, bị mất tích và sau đó được xác nhận là bị một bọn lừa đảo Nigeria giết tại Johannesburg (Nam Phi) vào tháng 9/1999.
Một người Mỹ bị giết ở Nigeria vào tháng 6/1995 sau khi bị kéo vào một vụ lừa 419. Từ năm 1994 đến tháng 4/1997, bọn lừa đảo đã giết tổng cộng 15 nạn nhân.

### Tổn hại tinh thần
Nạn nhân của các vụ lừa đảo, ngoài việc mất hàng chục nghìn đô la, thông thường bị mất lòng tin nghiêm trọng. Các nạn nhân thường trách cứ bản thân về sự việc đã xảy ra, cảm giác hối hận và xấu hổ tràn ngập. Nếu nạn nhân đã vay tiền của người khác để trả cho bọn lừa đảo, những cảm giác này lại nhân lên gấp bội. Những nạn nhân bị mất tiền cho bọn lừa đảo qua các dịch vụ chuyển tiền hoặc giao dịch séc thường không còn tin tưởng những hệ thống này nữa. Một số nạn nhân về sau không muốn hiến tặng tiền cho nhà thờ, các tổ chức từ thiện, thậm chí từ chối trả tiền điện cho công ty điện lực. Một vài nạn nhân tự sát.
Trong một số trường hợp, nạn nhân tiếp tục liên lạc với bọn lừa đảo kể cả sau khi có bằng chứng là đã bị lừa, do vẫn còn bị mê muội bởi những hứa hẹn của bọn lừa đảo và xem đó là điều quan trọng nhất trong cuộc sống của họ. Những nạn nhân này rất dễ trở thành con mồi của các vụ lừa đảo tiếp theo, và ngày càng lún sâu vào những rắc rối về tài chính và pháp luật.

### Nạn nhân trở thành tội phạm
Một số nạn nhân của các vụ lừa đảo đã tìm cách vay mượn hoặc ăn cắp tiền để trả các khoản phí, tin chắc rằng ngày nhận khoản tiền được hứa đang đến gần.
Cựu thủ quỹ quận Alcona County (Michigan) Thomas A. Katona bị kết án 9-14 năm tù do tội biển thủ công quỹ 1.2 triệu đô la, tương đương với 25% ngân sách của cả quận năm 2006.
Robert Andrew Street, một chuyên gia tư vấn tài chính sống ở Melbourne, đã cuỗm của khách hàng hơn 1 triệu đô la Úc để gửi cho bọn lừa đảo với hy vọng được chia lại 65 triệu đô la Mỹ.
Năm 2002, một kế toán của công ty luật Olsman Mueller & James đã thụt két 2.1 triệu đô la từ tài khoản công ty để mong nhận lại 4.5 triệu theo lời hứa của bọn lừa đảo.